# Голяма кактусова чинка
Голяма кактусова чинка (Geospiza conirostris) е вид птица от семейство Тангарови (Thraupidae).

## Разпространение и местообитание
Тя е един от видовете Дарвинови чинки и е ендемичен вид, срещащ се на Галапагоските острови. Размножава се единствено на островите Еспаньола, Дженовеза, Дарвин и Волв. Неговите естествени местообитания са тропическите и субтропическите райони, характеризиращи се със суха растителност. Основният източник на храна са кактусите Opuntia.